# Centistes edentatus
Centistes edentatus é uma espécie de insetos himenópteros, mais especificamente de vespas parasíticas pertencente à família Braconidae.
A autoridade científica da espécie é Haliday, tendo sido descrita no ano de 1835.
Trata-se de uma espécie presente no território português.